# Agora Bytom
Agora Bytom – galeria handlowo-rozrywkowa w centrum Bytomia.
Agora powstała w miejscu po wyburzonym w 1979 roku reprezentacyjnym kwartale kamienic pomiędzy ul. Jainty, ul. Dzieci Lwowskich, ul. Piekarską i placem Tadeusza Kościuszki stanowiąc ścisłe centrum miasta. Centrum handlowe znajduje się u wylotu ulicy Dworcowej, będącej główną ulicą handlową Bytomia. 
Developerem inwestycji Agora Bytom jest duńska firma Braaten+Pedersen plus Partners. Wartość inwestycji szacowana jest na 90 milionów euro. Oddanie obiektu do użytku nastąpiło 15 listopada 2010 roku.

## Opis
Agora Bytom jest obiektem o powierzchni ok. 56 tys. m² (30 700 m² powierzchni najmu brutto) łączącym funkcje handlową, rozrywkową, usługową i kulturalną. Na pięciu kondygnacjach znajduje się 120 sklepów, restauracje, multipleks sieci Cinema City (otworzony 19 listopada 2010), centrum rozrywki Pin-Up, fitness klub Calypso oraz sala widowiskowa, z której mogą korzystać bytomskie instytucje kultury. W związku z tym inwestor podpisał w 2006 roku listy intencyjne z Operą Śląską, Śląskim Teatrem Tańca i Bytomskim Centrum Kultury. Za projekt wnętrz galerii odpowiadało duńskie biuro Evenden.
Wśród dzierżawców 30,7 tys. m² powierzchni handlowej znajdują się m.in. Cinema City (3000 m²), Pin Up i Laser House (2340 m²), Reserved (1388 m²), Społem Znajomy Sklep (1200 m²), RTV Euro AGD (ponad 900 m²), Martes Sport (560 m²), salon Kolporter (ponad 500 m²), H&M, CCC, Wojas, 4F, Matras, Deichmann, 5-10-15, Heavy Duty, Triumph, Atlantic, Venezia, Vision Express, Monnari, Molton, Tamaris oraz Pabia. Komercjalizacją obiektu zajmuje się firma Cushman&Wakefield.
Kompleks Agora Bytom obejmuje także 6 poziomowy parking na 820 samochodów znajdujący się pomiędzy ulicami Kwietniewskiego, Webera i Browarnianą. Budynek uzupełnia z każdej strony istniejące pierzeje. Autorem projektu jest gliwickie biuro Arkus. We wnętrzu galerii znajduje się rzeźba autorstwa Tomasza Koclęgi pt. Wieczność.

## Historia
W 2006 roku teren o powierzchni 10 000 m² został zakupiony na drodze przetargu przez firmę Braaten+Pedersen za 15 milionów złotych. Zezwolenie na budowę wydane zostało w maju 2007 roku, natomiast nazwa obiektu została ogłoszona we wrześniu. 
22 października 2008 roku odbyła się ceremonia wmurowania kamienia węgielnego pod budowę Galerii Agora. Na akcie erekcyjnym znalazły się podpisy prezydenta miasta Piotra Koja, Jana Olav Braaten i Bożeny Fedas-Frączek, reprezentujący firmę Braaten+Pedersen plus Partners, Andrzeja Waliszewskiego, menadżera projektu oraz Christena Knudsena, dyrektora administracyjnego Borgestad.
Budowa Galerii rozpoczęła się w grudniu 2008 roku od wykonania żelbetowej ściany szczelinowej o głębokości do 25 metrów, która zabezpieczy fundamenty sąsiadującej infrastruktury. 18 marca 2009 roku generalnym wykonawcą wybrano firmę Erbud, a wartość kontraktu do realizacji do 2010 roku wyniósł ponad 186 milionów złotych.
Dnia 15 listopada 2010 r. odbyło się oficjalne otwarcie centrum handlowego Agora.

## Galeria

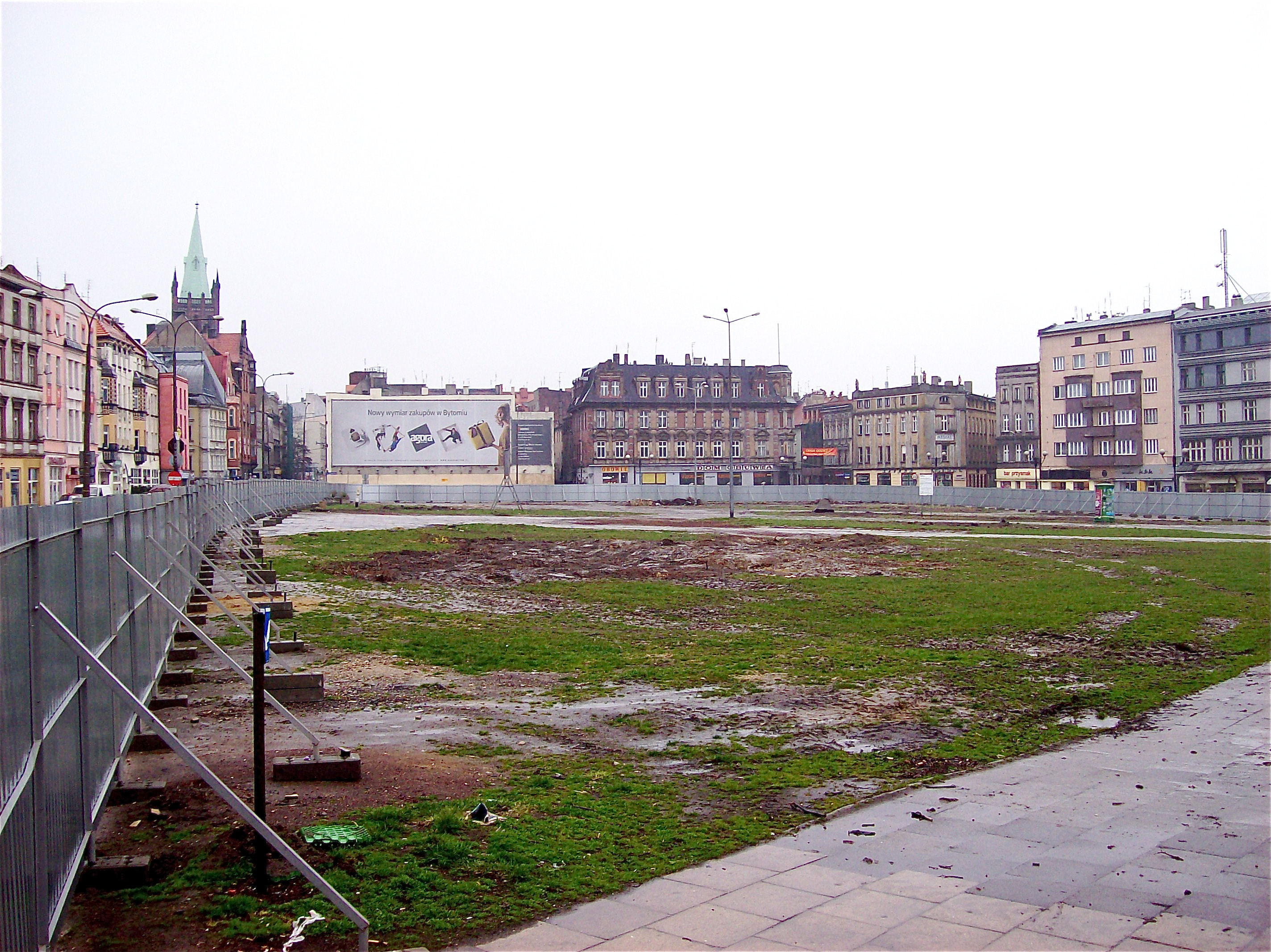
Plac Kościuszki przed budową Agory (2008)
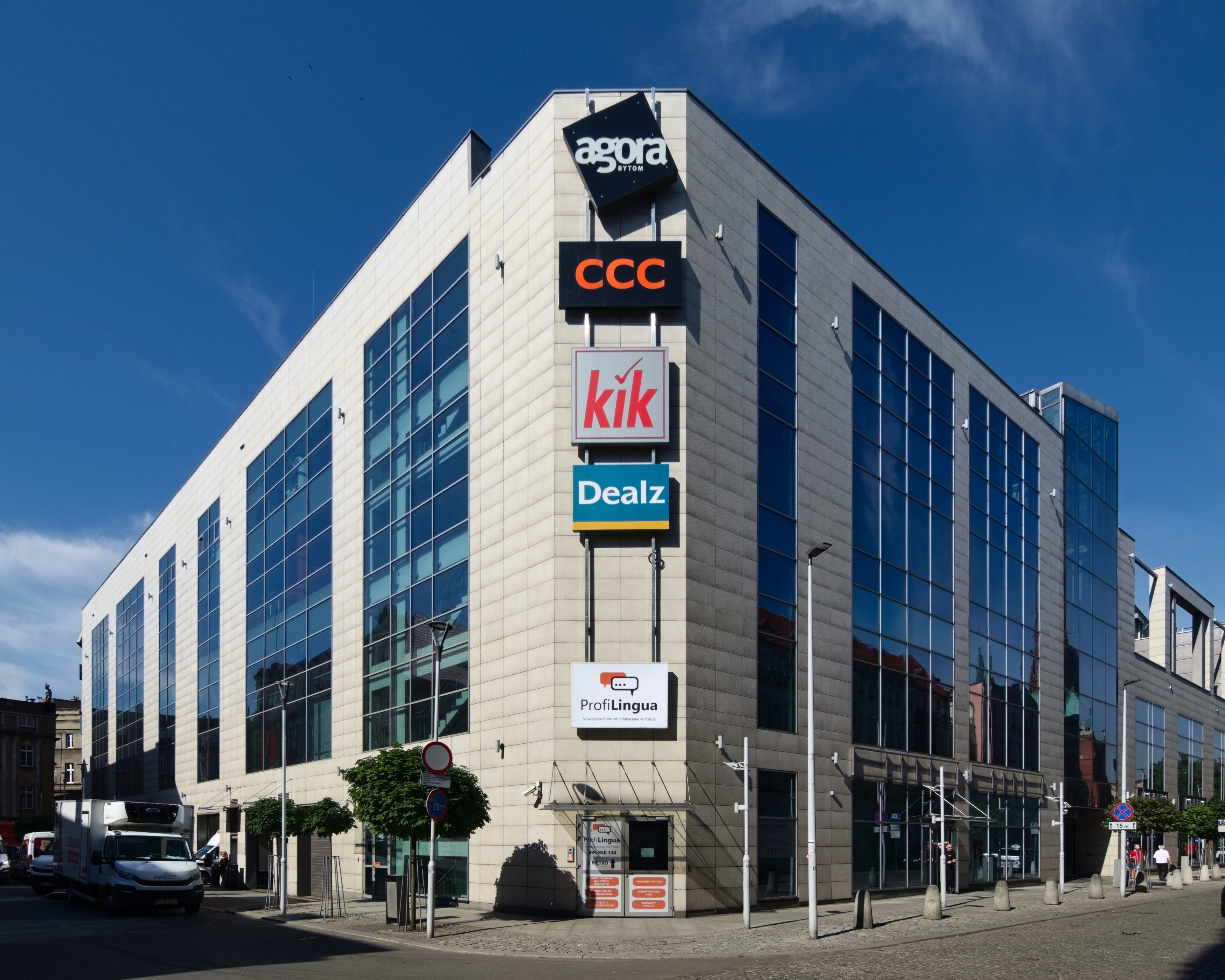
Elewacja od strony ul. Jainty (2022)
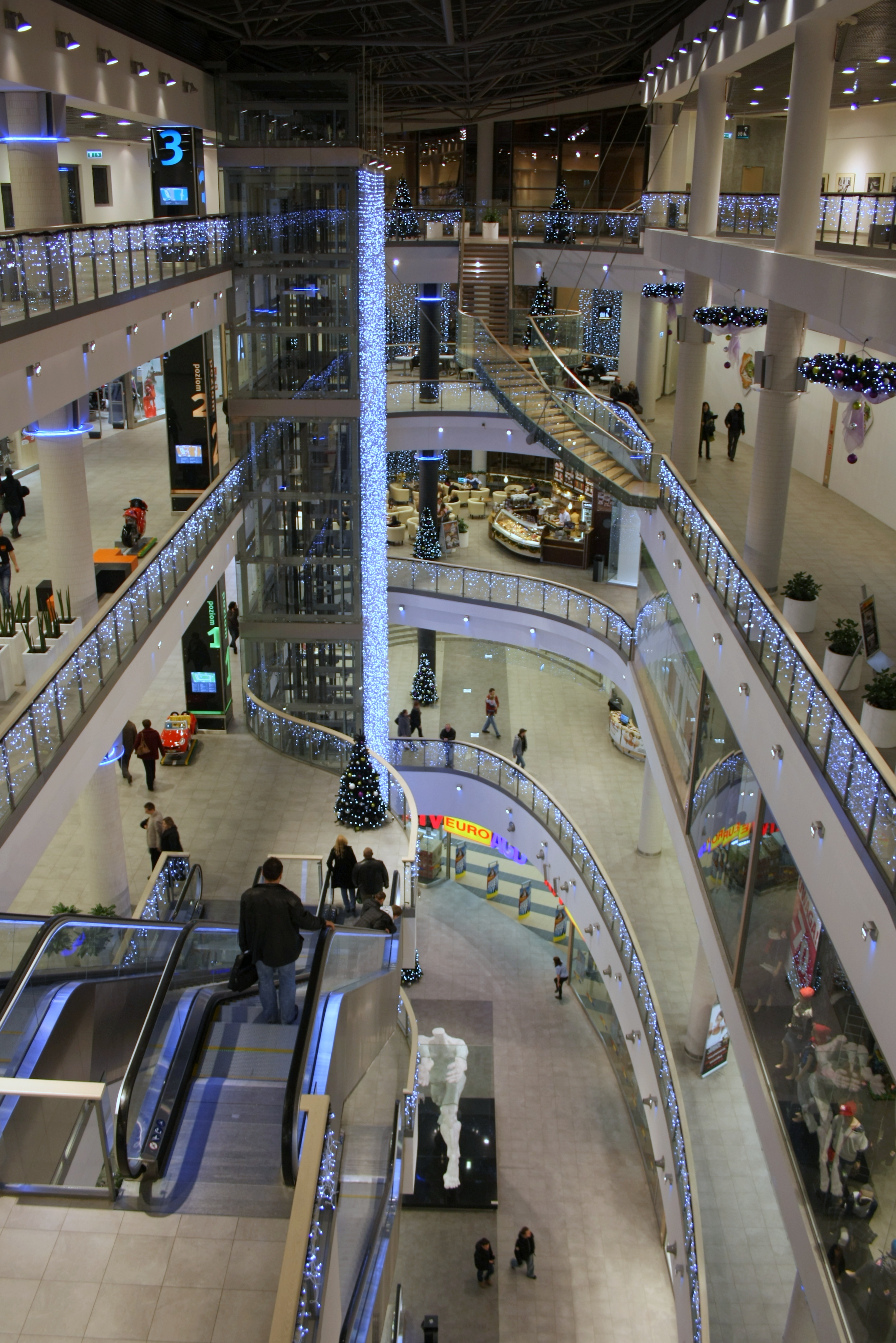
Wnętrze
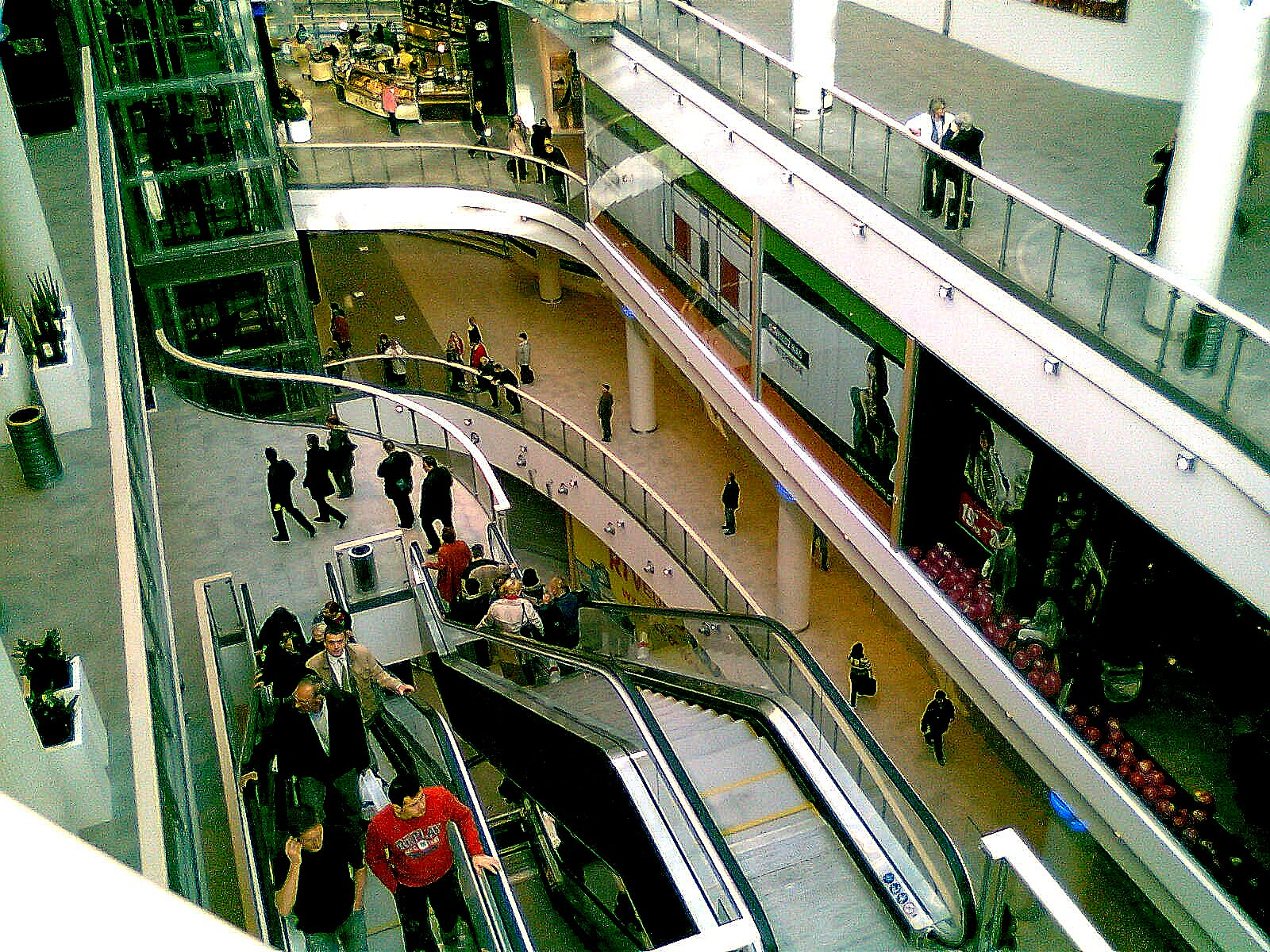
Wnętrze